# Eparchia warszawska (Rosyjski Kościół Prawosławny)
Eparchia warszawska i nadwiślańska – administratura Rosyjskiego Kościoła Prawosławnego obejmująca terytorium Królestwa Kongresowego (bez guberni siedleckiej i lubelskiej). Funkcjonowała w latach 1840–1921 kolejno pod nazwami eparchia warszawsko-nowogieorgijewska, eparchia chełmsko-warszawska, eparchia warszawska i nadwiślańska. Zlikwidowana po odzyskaniu niepodległości przez Polskę i zmianie podziału administracyjnego Kościoła prawosławnego w tymże państwie.

## Historia eparchii
Po trzech rozbiorach Polski wszystkie struktury prawosławne znajdujące się na terenie Rzeczypospolitej zostały włączone do Rosyjskiego Kościoła Prawosławnego. Początkowo podlegały one eparchii mińskiej, następnie zaś wołyńskiej. Eparchia warszawska została powołana w 1840 poprzez wydzielenie z tej ostatniej. W momencie jej erygowania liczyła dwanaście parafii, w ciągu pierwszych trzech lat istnienia liczba ta wzrosła do osiemnastu. W 1847 eparchii podlegało 17 parafii obsługiwanych przez 30 kapłanów, istniał również monaster św. Onufrego w Jabłecznej zamieszkany przez pięciu mnichów. W latach 50. XIX w. liczba prawosławnych placówek duszpasterskich wzrastała nadal, dzięki otwieraniu cerkwi wojskowych w twierdzach i garnizonach wojskowych oraz przy carskich placówkach administracyjnych. Biskup warszawski Arseniusz prowadził również działalność ukierunkowaną na pozyskiwanie nowych wiernych spośród katolików.
Po upadku powstania styczniowego na terenie Królestwa Kongresowego nasilona została akcja rusyfikacyjna. Na terenie eparchii warszawskiej, podobnie jak w sąsiadujących eparchiach mińskiej oraz wileńskiej doszło do konfiskat kościołów katolickich z przeznaczeniem na cerkwie prawosławne. Arcybiskup warszawski Joannicjusz uzyskał także wsparcie materialne od Świątobliwego Synodu Rządzącego na budowę zupełnie nowych prawosławnych świątyń. Do 1868 liczba parafii eparchii wzrosła do 60, jednak nie szedł za nią wzrost liczby wiernych.
Po stłumieniu powstania styczniowego carska administracja Królestwa Kongresowego podjęła również działania na rzecz ostatecznej likwidacji Kościoła unickiego. W 1875, po kilkuletniej kampanii upodabniania praktyki liturgicznej parafii unickiej diecezji chełmskiej do obrzędów Rosyjskiego Kościoła Prawosławnego, doszło do jej ostatecznej likwidacji. Wszystkich wiernych i duchowieństwo diecezji włączono do Cerkwi Rosyjskiej. Byłe parafie unickie (w liczbie 276) zgrupowano w odrębnym wikariacie lubelskim zarządzanym przez biskupa pomocniczego eparchii warszawskiej, która w 1875 zmieniła nazwę na chełmsko-warszawska.
Mianowany w 1875 arcybiskup chełmski i warszawski Leoncjusz kontynuował również działalność budowlaną, wznosząc na terenie eparchii kilkanaście cerkwi. Zainicjował również wydawanie pisma Chołmsko-Warszawskij Jeparchialnyj Wiestnik i podzielił administraturę na osiemnaście dekanatów. Nowe cerkwie wznoszone były również w czasie sprawowania urzędu przez biskupa Flawiana. Obydwaj biskupi zdecydowanie zwalczali lokalne tradycje liturgiczne pochodzenia unickiego, funkcjonujące na ziemi chełmskiej mimo siłowej konwersji na prawosławie. W rezultacie byli unici, formalnie wierni prawosławni, nie czuli się związani z nowym wyznaniem. Następca Flawiana, Hieronim, w tolerancyjny sposób traktował byłych unitów i nie przeciwstawiał się przechodzeniu na katolicyzm obrządku łacińskiego po wydaniu w 1905 ukazu tolerancyjnego. W 1905, także w celu zahamowania tego procesu, eparchia chełmsko-warszawska została podzielona na eparchię warszawską i nadwiślańską oraz chełmską, która objęła gubernie lubelską i siedlecką. W 1915 duchowieństwo prawosławne zostało ewakuowane z Królestwa Kongresowego, w ucieczce przed marszem niemieckim przeciw Rosji. Arcybiskup warszawski i nadwiślański Mikołaj zmarł w tym samym roku w Petersburgu. Świątobliwy Synod Rządzący nie wyznaczył jego następcy. Wskazany w 1917 locum tenens eparchii warszawskiej biskup Joazaf nigdy nie objął obowiązków i w 1918 zrezygnował z nich.
Eparchia warszawska i nadwiślańska nominalnie istniała do 1922, a jej ordynariuszem tytułowany był biskup Serafin (Cziczagow), który jednak nigdy nie działał w niepodległej Polsce. W wymienionym roku eparchia została przekształcona w diecezję warszawsko-chełmską.

## Biskupi warszawscy[7]
- 1840–1843 – bp Antoni (Rafalski), warszawski i nowogeorgijewski
- 1843–1848 – bp Nikanor (Klementiewski), warszawski i nowogeorgijewski (jednocześnie wołyński i żytomierski)
- 1848–1860 – bp Arseniusz (Moskwin), warszawski i nowogeorgijewski
- 1860–1875 – abp Joannicjusz (Gorski), warszawski i nowogeorgijewski
- 1875–1891 – abp Leoncjusz (Lebiedinski), chełmski i warszawski
- 1891–1898 – abp Flawian (Horodecki), chełmski i warszawski
- 1898–1905 – abp Hieronim (Egzemplarski), chełmski i warszawski
- 1905–1908 – abp Nikanor (Kamienski), warszawski i nadwiślański
- 1908–1915 – abp Mikołaj (Ziorow), warszawski i nadwiślański, ewakuowany w 1915 (bieżeństwo)
- 1917–1922 – abp Serafin (Cziczagow), warszawski i nadwiślański, nigdy nie objął katedry